# 1879 în literatură
Anul 1879 în literatură a implicat o serie de evenimente și cărți noi semnificative.  

## Cărți noi
- William Harrison Ainsworth - Beau Nash
- Louisa May Alcott - Jack and Jill: A Village Story
- Ethel Lynn Beers - "All Quiet Along The Potomac" and Other Poems
- Mary Elizabeth Braddon - The Cloven Foot
  - Vixen
- Edward William Cole - Cole's Funny Picture Book
- Wilkie Collins - The Fallen Leaves
  - A Rogue's Life
- Alphonse Daudet - Kings in Exile
- Joris-Karl Huysmans - Les Soeurs Vatard
- Henry James - Daisy Miller
- Pierre Loti - Aziyadé
- George Meredith - The Egoist
- John Boyle O'Reilly - Moondyne
- Samuel Vedanayakam Pillai - Prathapa Mudaliar Charithram
- August Strindberg - Roda Rummet
- Anthony Trollope - Cousin Henry
  - The Duke's Children
  - John Caldigate
- Jules Verne - Cele 500 de milioane ale Begumei
  - Aventurile unui chinez în China